# Cromatografia gasosa–espectrometria de massa

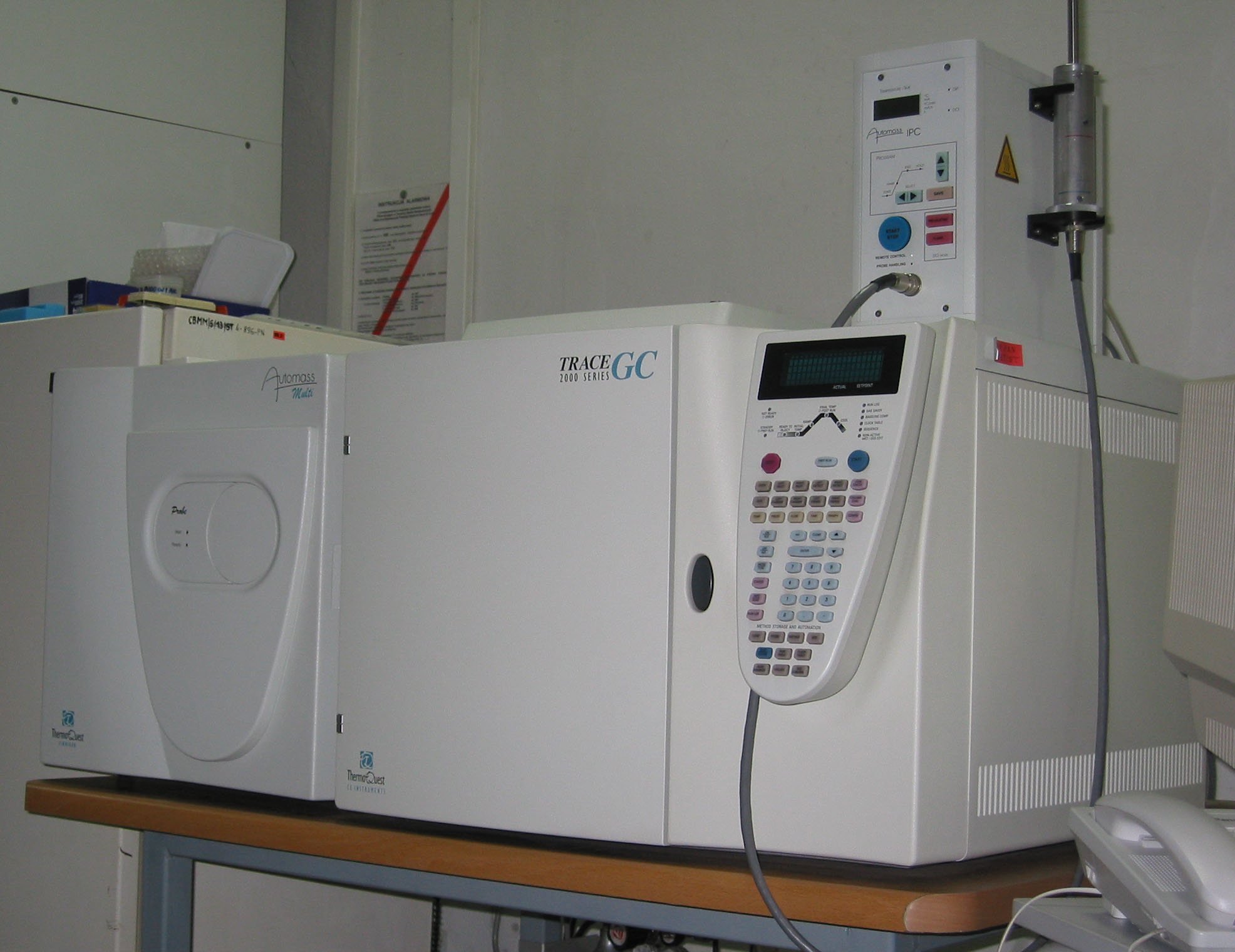
Exemplo de um instrumento CG-EM

Cromatografia gasosa–espectrometria de massa (CG-EM), ou espectrometria de massa por cromatografia em fase gasosa (abreviada na literatura em inglês como GC-MS, de gas chromatography–mass spectrometry) é um método analítico que combina os recursos de cromatografia em fase gasosa e espectrometria de massa para identificar diferentes substâncias em uma amostra de teste. As aplicações de CG-EM incluem detecção de drogas, investigação de incêndios, análise ambiental, investigação de explosivos e identificação de amostras desconhecidas, incluindo amostras de materiais obtidas do planeta Marte durante missões de sondas desde a década de 1970. CG-EM também pode ser usado na segurança do aeroporto para detectar substâncias na bagagem ou em seres humanos. Além disso, ela pode identificar elementos traços em materiais que antes se pensava terem se desintegrado além da capacidade de identificação. Como a cromatografia líquida–espectrometria de massa, ela permite análise e detecção mesmo de pequenas quantidades de uma substância.
CG-EM tem sido considerada um "padrão ouro" para identificação de substâncias forenses porque é usado para realizar um teste 100% específico, que identifica positivamente a presença de uma substância específica. Um teste inespecífico indica apenas que alguma de várias de uma categoria de substâncias está presente. Embora um teste não específico possa sugerir estatisticamente a identidade da substância, isso pode levar à identificação de falsos positivos.

## História
O primeiro acoplamento de cromatografia em fase gasosa a um espectrômetro de massa colocado em operacao foi relatado em 1959. O desenvolvimento de computadores acessíveis e miniaturizados ajudou na simplificação do uso deste instrumento, além de permitir grandes melhorias no tempo necessário para analisar uma amostra. Em 1964, a Electronic Associates, Inc. (EAI), fornecedora líder de computadores analógicos nos EUA, iniciou o desenvolvimento de um espectrômetro de massa quadripolar controlado por computador, sob a direção de Robert E. Finnigan. Em 1966, a divisão EAI de Finnigan e o colaborador Mike Uthe haviam vendido mais de 500 instrumentos analisadores quadripolar de gases residuais.  Em 1967, Finnigan deixou a EAI para formar a Finnigan Instrument Corporation junto com Roger Sant, T. Z. Chou, Michael Story e William Fies. No início de 1968, eles entregaram o primeiro protótipo de instrumentos CG/EM quadripolares para a universidades de Stanford e Purdue. Quando a Finnigan Instrument Corporation foi adquirida pela Thermo Instrument Systems (posteriormente Thermo Fisher Scientific) em 1990, esta foi considerada a "fabricante líder mundial de espectrômetros de massa".